# Диалекты карельского языка

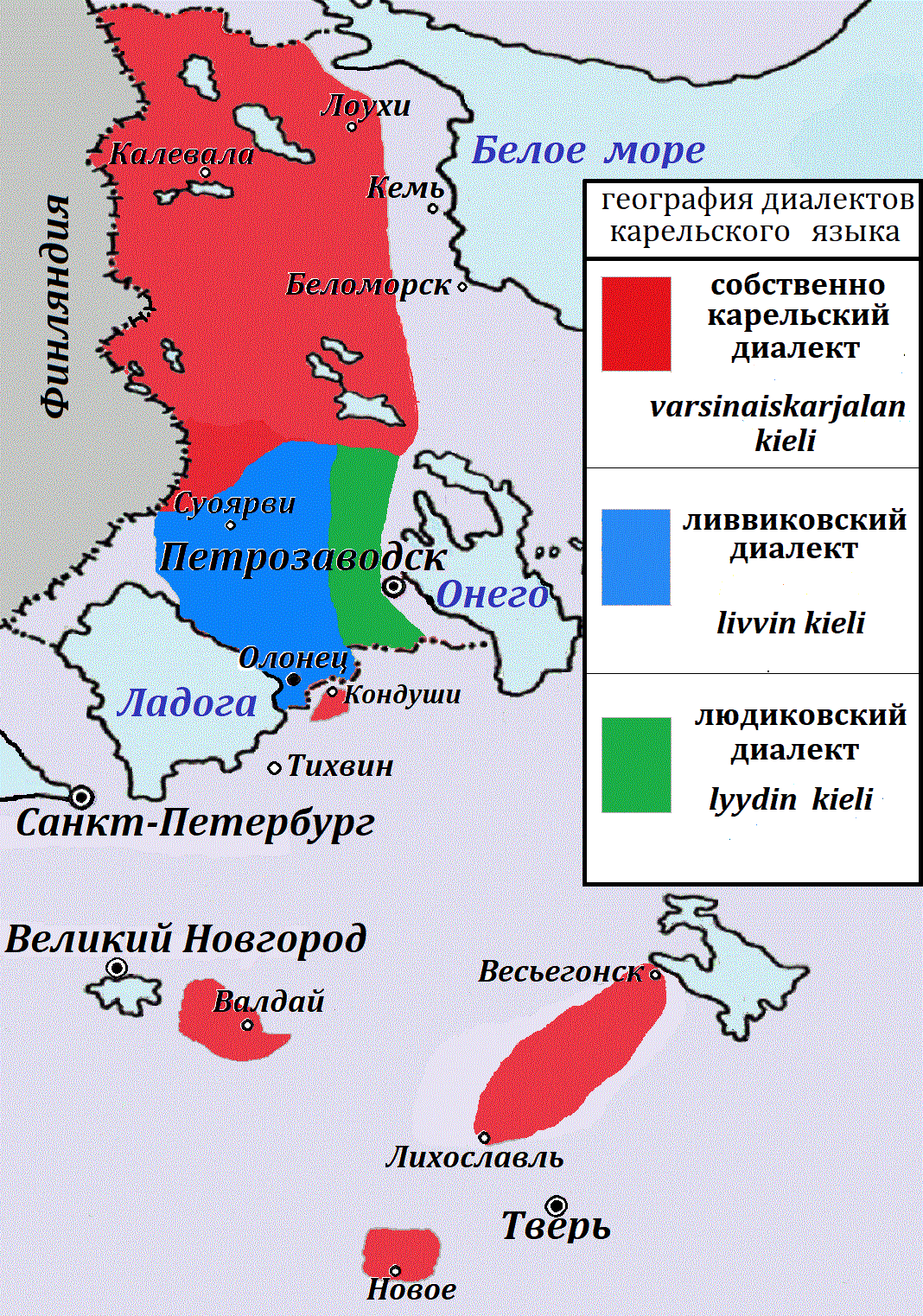
Территориальное распределение диалектов карельского языка

Диале́кты каре́льского языка́ — это территориальные варианты карельского языка, распространённые главным образом в Республике Карелия, а также в Ленинградской и Тверской области Российской Федерации. Кроме того, некоторое количество носителей карельских диалектов проживают на территории восточной и юго-восточной Финляндии. Карельские диалекты обнаруживают значительное сходство с другими прибалтийско-финскими языками, особенно с восточными диалектами финского языка и вепсским языком, и образуют с ними диалектный континуум.

## Из истории изучения
Начало научного исследования карельского языка было положено финским языковедом Арвидом Генетцом. В период с 1871 по 1872 год Генетцом был собран лингвистический и фольклорный материал на территории проживания карелов. На основе собранного материала были опубликованы первые дескриптивные исследования по основным диалектам карельского языка. В исследованиях Генетц фактически определил деление карельского языка на три наречия, объединявших достаточно близкие диалекты: собственно карельское (карел. varsinaiskarjala), ливвиковское (карел. livvinkarjala) и людиковское (карел. lyydi). В российском (советском) финно-угроведении исследование диалектов карельского языка было начато профессором Д. В. Бубрихом. В 1937 году им была составлена программа по собиранию материала для диалектологического атласа карельского языка, в которую было включено около двух тысяч вопросов. Материал был собран в 150 населённых пунктах. В 1938 году Бубрих составил около 200 диалектологических карт. На основании собранного материала Бубрих показал, что карельский язык можно считать самостоятельным прибалтийско-финским языком. Бубрихом были определены территориальные границы карельского языка: носители собственно карельского диалекта проживают в Средней и Северной Карелии, а также в Тверской, Ленинградской и Новгородской областях; ливвиковское наречие распространено у восточного побережья Ладожского озера и на Олонецком перешейке (Олонецкий и Пряжинский районы Карелии, а также в Кондушах Ленинградской области); людиковское наречие используется в селе Михайловском Олонецкого района, в ряде сёл Пряжинского района (Святозеро, Пряжа, Виданы), в Кондопожском районе (Тивдия, Спасская губа).

## Историческое формирование диалектных групп
Формирование диалектов карельского языка (в период с XII по XVII век) отражает процессы становления и развития карельского этноса, взаимодействие языков древней ко́релы и древней веси, древних карелов и саамов, а также волнообразные и разновременные миграции, проходившие до XIX века. Ливвиковское и людиковское наречия возникли в результате взаимодействия древневепсских и древнекарельских этнических групп населения Олонецкого перешейка. Возникновение собственно карельского наречия связано с племенем корела, которое проживало в Приладожье в I—II тысячелетиях н. э. Тверские карелы являются потомками карелов, проживавших в Приладожье и переселившихся в центральную часть современной России в XVII веке, в период русско-шведских войн. В настоящее время большинство карелов проживает на территории России: в Республике Карелия, в Тверской области, в Санкт-Петербурге и Ленинградской области. Карелы также проживают на территории Финляндии, преимущественно в провинциях Северная и Южная Карелия.

## Классификация диалектов карельского языка

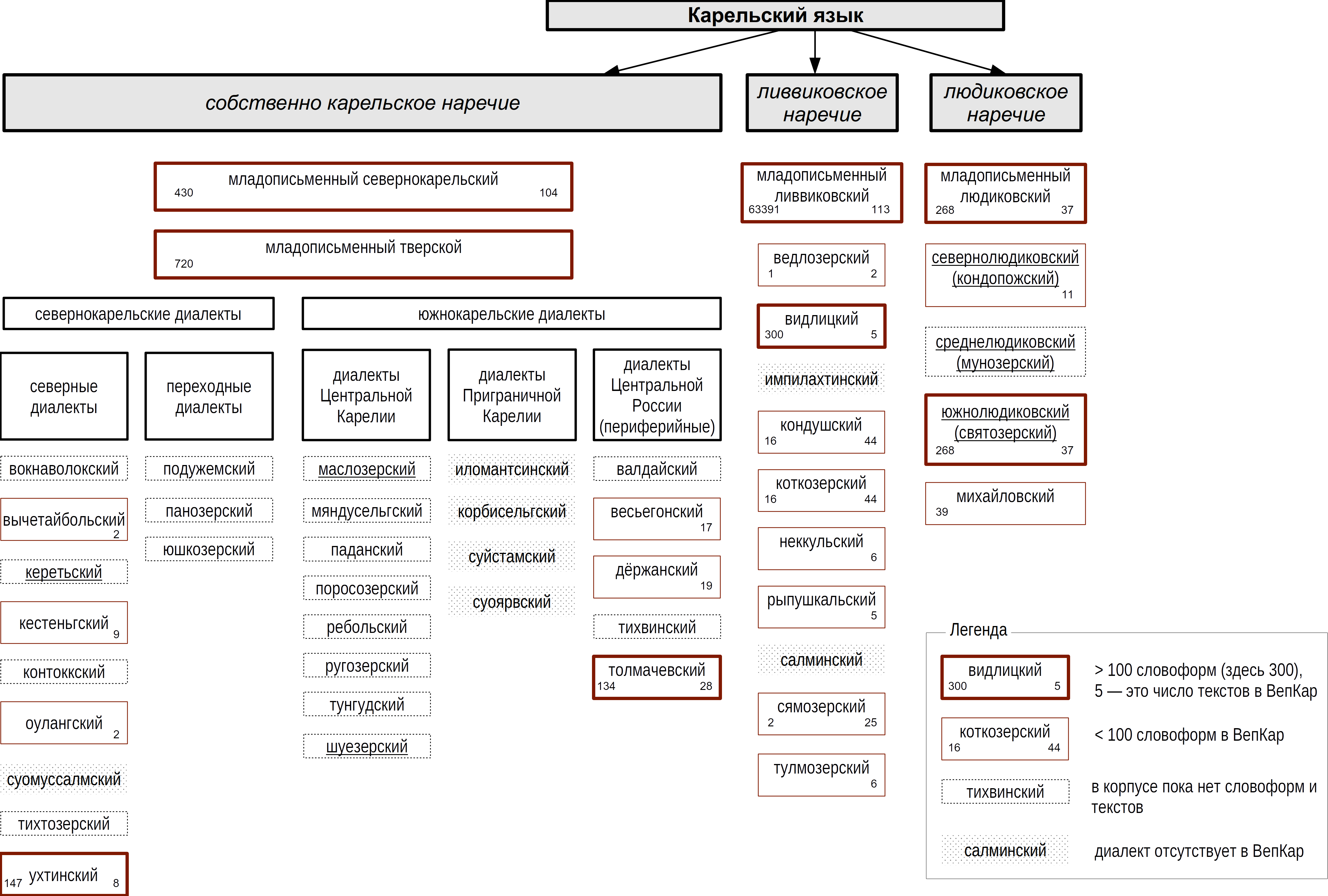
Схема наречий и диалектов карельского языка, число словоформ (слева) и число текстов (справа) на этих диалектах в корпусе ВепКар, 2019 год

Собственно карельское наречие можно разделить на три основных диалекта — севернокарельский (карел. vienankarjala), переходный и южнокарельский. К севернокарельским относятся следующие говоры: оулангский, кестеньгский, тихтозерский, вычетайбольский, вокнаволокский, ухтинский, контоккский. В число переходных включаются юшкозерские, панозерские и подужемские говоры. К южнокарельским говорам карельского языка относятся ругозерский, тунгудский, ребольский, паданский, поросозерский, мяндусельгский, тихвинский, толмачевский, весьегонский, валдайский, дёржанский говор. Ливвиковское наречие карельского языка включает в себя следующие группы диалектов: сямозерский, тулмозерский, ведлозерский, видлицкий, коткозерский, рыпушкальский, нуккульский, кондушский. Людиковское наречие состоит из севернолюдиковских, среднелюдиковских и южнолюдиковских говоров, а также михайловского говора. Финские исследователи карельского языка выделяют переходные и южнокарельские диалекты карельского языка в самостоятельную, четвертую группу диалектов. Людиковский диалект зачастую относят к самостоятельному языку, а не к диалекту карельского языка.
В Финляндии существуют диалекты, официальной финской лингвистикой в рамках национальной идеи о монолитности финского народа трактуемые как говоры финского языка, но по сути являющиеся диалектами собственно карельского языка. Диалекты эти распространены преимущественно в приграничных с Карелией районах. Это выборгские (западнокарельские) диалекты и более близкая к финскому саволакская (савосская) группа диалектов.

## Диалекты и карельская письменность
Письменность на разных наречиях карельского языка: ливвиковском, севернокарельском, людиковском, тверском (карел. tverinkarjala) и собственно карельском — в разные исторические периоды развивалась относительно независимо, нередко на разных графических основах.

## Сопоставительные особенности диалектов
В собственно карельском наречии конечными гласными имен существительных, прилагательных и наречий, а также некоторых падежных окончаний являются a, ä, в ливвиковском наречии им соответствуют u, y, а в людиковском e или Ø (akka — akku — akk(e), kieltä — kieldy — kield). Исключением из данного правила являются двухсложные слова, первый слог которых был исторически кратким или имел структуру CV (kala, pezä).
Сочетания согласных sk, st, ht, hk, tk, а также на границе второго и третьего слогов rd, nd, ld, mb в ливвиковском и людиковском наречиях не подвергаются чередованию ступеней согласных (uson — uskon, isännän — ižändän). В собственно карельском наречии сочетания lk, rk чередуются с l, r. В ливвиковском наречии выступают соответственно ll и rr (jalka — jalat, jalgu — jallat).
В ливвиковском и людиковском наречиях инессив совпадает с элативом, адессив с аблативом. В собственно карельском адессив совпадает с аллативом (например, в ливвиковском и людиковском диалектах: mečäs 'в лесу, из леса'; в собственно карельские диалектах: järvellä 'на озере, на озеро').
Личные окончания глагольных форм 1 и 2 лица множественного числа различаются по диалектам следующим образом: -mma/-mmä и -tta/-ttä (собственно карельское наречие), -mmo/-mmö и -tto/-ttö (ливвиковское), -mme и -tte (людиковское). В данных формах различаются также формы отрицательного глагола. В ливвиковском наречии отрицательный глагол имеет заднерядную огласовку вместо ожидаемой переднерядной: emmä, että (собственно карельское наречие), emmo, etto (ливвиковское), emme, ette (людиковское). В ливвиковском и людиковском наречиях лично-числовые окончания презенса и имперфекта одинаковы. В собственно карельском наречии окончания 1 и 2 лица множественного числа презенса -mma/-mmä и -tta/-ttä отличаются от окончаний имперфекта -ma/-mä и -ja/-jä.
В собственно карельском наречии суффикс имперфекта -i после o, u, y выпадает в формах 3 лица единственного числа. а также в формах 1 и 2 лица множественного числа. В ливвиковском и людиковском диалектах суффикс имперфекта сохраняется. В ливвиковском наречии, а также в южнокарельских переходных диалектах полностью отсутствуют формы имперфекта на -zi- (magazi-n). Вместо них употребляются дифтонговые формы типа magai-n. Также в ливвиковском и людиковском наречиях сослагательное наклонение представлено четырьмя временными формами, в собственно карельском двумя формами. В императивный отрицательный глагол имеет разную начальную огласовку в собственно карельском (elä, elkyä, elkäh) и в ливвиковском, людиковском наречиях (älä, älgiä, älgäh, älgäheze).
Личным местоимениям собственно карельского наречия (mie 'я', sie 'ты', hiän 'он') соответствуют в ливвиковском и людиковском формы minä, sinä, häi.

## Особенности диалектных групп

### Собственно карельские диалекты
Собственно карельские диалекты включают в себя три подгруппы диалектов: севернокарельские диалекты, переходные диалекты и южнокарельские диалекты. Севернокарельские диалекты представляют собой языковое единство. Для данных диалектов характерно отсутствие звонких согласных g, d, b, z, ž. В диалектах широко распространен шипящий согласный š (особенно в словах с заднерядной окантовкой). В переходных диалектах наряду с глухими s, š выступают z, ž. В некоторых позициях глухие k, t, p озвончаются. Для южнокарельских диалектов характерны отрицательные формы 3 лица множественного числа с исходом на дифтонг (ei kačottua, ei mändeä), окончание 3 лица множественного числа презенса и имперфекта вокализируется (kučutaa). Южнокарельские диалекты наиболее близки к периферийным диалектам, распространенным на территории Ленинградской, Новгородской и Тверской областей России. Каждая из подгрупп собственно карельских диалектов имеет свои языковые особенности. Так, в паданском говоре дифтонг oa ~ ua развился в долгий oo (Poadenessa ~ Poodenessa, moa ~ moo). В ребольском и поросозерском диалектах второе причастие актива оканчивается на -nut/-nyt. Для тихвинского говора характерна вокализация конечного n и h (tule-e 'я приду'), существование окончания 3 лица единственного числа презенса изъявительного наклонения -h (hyppiä-h). Для дёржанского говора характерно отпадение в слове конечных гласных и целых слогов (miäl, kuol´).

### Ливвиковские диалекты
Для сямозерского говора ливвиковского диалекта карельского языка характерно наличие плеонастических форм партитива, например: mužikko-a-du, tyhje-ä-dy. Рыпушкальский, неккульский и коткозерский говоры объединяет наличие шипящих согласных š, ž, если перед ними исторически выступал или выступает гласный i (išköy, ižändy); в остальных случаях чаще всего выступает s и š (lapset, saitto). В видлицком и тулмозерском говорах дифтонг oa ~ ua развился в долгий aa, дифтонг eä в ää (maa, en jäännyh). В кондушском говоре в именах конечный гласный a и ä переходит в o, ö (в других ливвиковских говорах представлен гласный u, y): akko, nahko.

### Людиковские диалекты
В северно- и среднелюдиковских диалектах происходит вокализация конечного согласного h, в результате чего происходят изменения в следующих формах: окончание иллатива единственного числа, а также окончание 3 лица единственного числа презенса изъявительного наклонения является -u (meččä-u, tuoda-u); окончанием иллатива множественного числа и форм 3 лица множественного числа презенса изъявительного наклонения является -i (mečči-i, tuodi-i); окончание 3 лица единственного числа императива имеет на конце гласный -i (äl-gäi nagra-goi). В южнолюдиковских диалектах согласный h сохраняется в данных позициях. Для людиковских диалектов характерно наличие трифтонгов (kukuoi, tahtuoin), а также синкопированных и апокопированных форм (äi, akk, suai ombelmai).